# Elias Tannous
Elias Tannous (* 22. Juli 1982 in Valley Stream, Long Island) ist ein US-amerikanischer Musiker.

## Leben
Elias Tannous wurde am 22. Juli 1982 in Valley Stream, Long Island geboren. Im Alter von sieben Jahren begann Tannous Klavier spielen zu lernen. Mit 16 lernte er Gitarre zu spielen. Er studierte zwischen 2000 und 2004 Wirtschaft an der Fairfield University und beendete diesen Studiengang mit einem Bachelor-Abschluss.
Er lebte einige Zeit lang in Los Angeles, zog Ende 2013 allerdings nach Atlanta um. Dort arbeitete er zeitweise als Kellner, Kosmetik-Verkäufer, Musiklehrer und Gitarren-Techniker.

## Karriere
Er ist ehemaliger Musiker der Band Chiba-Ken, die er 2003 gemeinsam mit George William, Joshua Jaffe, Jason D’Amelio und Eddie Delgado als Gründungsmitglied mitformte. Gemeinsam mit der Band veröffentlichte er 2 Demos, eine EP und 2 Alben, ehe er im Februar 2011 die Band verlassen musste.
Bereits im März desselben Jahres wurde er als Musiker bei der Band Krashkarma bestätigt, mit der er eine Europa-Tour bestritt. Er lebte einige Zeit in Los Angeles, zog aber später nach Atlanta und war dort in der lokalen Musikszene tätig. So spielte er mit Method Man, Nas, Ryan Leslie und Kendrick Lamar.
Inzwischen spielt Tannous in der Nu-Metal-Band Crazy Town. Im November 2019 war Tannous mit seinen Musikkollegen in einem Verkehrsunfall in der Nähe von Ontario verwickelt, bei dem er leicht verletzt wurde.

## Diskographie

### Chiba-Ken
- 2004: Chiba-Ken (Demo)
- 2005: Faces of the Moment (EP)
- 2006: The Winter Sessions (Demo)
- 2006: Are We Innocent? (Album/Gotham Records)
- 2009: Hard to Be Human (Album)

### Krashkarma
- 2015: Paint the Devil